# Takuma Edamura
Takuma Edamura (枝村 匠馬 Edamura Takuma?, nacido el 16 de noviembre de 1986 en Makinohara, Shizuoka) es un futbolista japonés que se desempeña como centrocampista en el Tochigi SC de la J2 League.

## Trayectoria

### Clubes
| Club                    | País  | Año         |
| ----------------------- | ----- | ----------- |
| Shimizu S-Pulse         | Japón | 2005 - 2018 |
| Cerezo Osaka (cedido)   | Japón | 2012 - 2013 |
| Nagoya Grampus (cedido) | Japón | 2014        |
| Vissel Kobe (cedido)    | Japón | 2014        |
| Avispa Fukuoka (cedido) | Japón | 2018        |
| Tochigi SC              | Japón | 2019 -      |

## Estadística de carrera

### J. League
| Club            | Año   | J. League | J. League | Copa J. League | Copa J. League | Total | Total |
| Club            | Año   | Part.     | Goles     | Part.          | Goles          | Part. | Goles |
| --------------- | ----- | --------- | --------- | -------------- | -------------- | ----- | ----- |
| Shimizu S-Pulse | 2005  | 8         | 0         | 1              | 0              | 9     | 0     |
| Shimizu S-Pulse | 2006  | 34        | 9         | 6              | 2              | 40    | 11    |
| Shimizu S-Pulse | 2007  | 28        | 3         | 2              | 1              | 30    | 4     |
| Shimizu S-Pulse | 2008  | 30        | 8         | 11             | 4              | 41    | 12    |
| Shimizu S-Pulse | 2009  | 32        | 6         | 10             | 3              | 42    | 9     |
| Shimizu S-Pulse | 2010  | 12        | 3         | 6              | 2              | 19    | 5     |
| Shimizu S-Pulse | 2011  | 27        | 1         | 2              | 0              | 29    | 1     |
| Shimizu S-Pulse | 2012  | 4         | 0         | 2              | 0              | 6     | 0     |
| Cerezo Osaka    | 2012  | 15        | 4         | 0              | 0              | 15    | 4     |
| Cerezo Osaka    | 2013  | 24        | 2         | 5              | 0              | 29    | 2     |
| Nagoya Grampus  | 2014  | 14        | 0         | 3              | 0              | 17    | 0     |
| Vissel Kobe     | 2014  | 13        | 0         | 0              | 0              | 13    | 0     |
| Shimizu S-Pulse | 2015  | 26        | 2         | 4              | 0              | 30    | 2     |
| Shimizu S-Pulse | 2016  | 23        | 3         | -              | -              | 23    | 3     |
| Shimizu S-Pulse | 2017  | 30        | 0         | 2              | 0              | 32    | 0     |
| Total           | Total | 320       | 41        | 54             | 12             | 374   | 53    |